# Casi ángeles (película)
Casi ángeles es una película de Argentina filmada en colores integrada por seis cortometrajes que fueron dirigidos sobre sus propios guiones, con excepción del episodio Con cariño…María José realizado sobre guion de Carlos Brown,  por alumnos de Comunicación Audiovisual de la Facultad de Bellas Artes de la Universidad Nacional de La Plata que se estrenó el 7 de noviembre de 2002. Los cinco guiones fueron seleccionados entre setenta presentados y la producción estuvo supervisada por el equipo docente de la Carrera.

## Cortometrajes
Juego de palabras
Historia de enredos en el Bar Almendra de la ciudad de La Plata, dirigido por Carolina Suárez.
Cacería
Un drama familiar que transcurre en una casa de campo dirigido por Vanessa Erfurth
El Potrero del Yuyo
Una historia de amor ubicada en un baldío en las afueras de La Plata dirigida por Manuel Tello
Perdidos
La marginalidad como foco central de este drama dirigido por Mario Borgna
Con cariño…María José
Dirigida por Leonel Compagnet sobre guion de Carlos Brown.

## Reparto
Participaron del filme los siguientes intérpretes:
Juego de palabras
- Lorena del Río…Celina
- Juan Manuel Fernández…Julián
- Francisco Pucheta
- Fernando Tranquillini…Gabriel
- Hernán Laporta…Manuel

Cacería
- Julio Chiesa…Diego adolescente
- Adriana Pérez Gianny…Julia
- Luis Rende…Matías
- Gustavo Vallejos…Fernando

Perdidos
- Oscar Canto Mansilla…Lucas
- Víctor Laplace…Dr. Tossi
- Sergio Poves Campos…Comisario "Masita" López
- Alejandro Giampa…Jacinto
- Alejandro Armenti…Policía
- Fernando Presutti…Policía

El Potrero del Yuyo
- Marcos Spanavello	...Yayo
- Federico Montagno	...Rubén
- Marisa Di Caro	...Yolanda
- Rodrigo Mauregui...	Alan
- Ángel Dark...Padre de Yolanda
- Joaquín Almeida...El arquero

Con cariño…María José
- Ariel Mele...Enano
- Natalia Zapettini...	María José
- Juan Manuel Andrade...Indio
- Fernando Caride...Bonatto
- Juan Carlos Galvarzanini

## Comentarios
Aníbal Vinelli dijo en Clarín sobre el filme:

”Correcta intención y dispares logros”.

La crónica de El Día expresó:

”El amor, la violencia, la ironía y la tristeza son algunos de los ingredientes a través de los que el grupo del largometraje expone  las particularidades platenses, una ciudad capital donde el ritmo tranquilo del interior se mezcla con el vértigo de la urbe”.